# Вирбелвинд
Флакпанцер IV Вирбелвинд (  - вихор) је био немачко против-авионско оклопно возило засновано на шасији тенка Панцер IV. Развијено је 1944. године како би заменио старији против-авионски тенк Меблваген.
Током прве године рата Вермахт није био заинтересован за развој против-авионских возила зато што је Луфтвафе доминирала небом. Међутим, након што су се савезници консолидовали и почели да производе нове, моћније типове авиона, Немци су схватили да стационарна против-авионска одбрана не може да пружи ваздушну заштиту јединицама у покрету због чега се јавила потреба за мобилном против-ваздушном одбраном.
Са немачког тенка Панцер IV је демонтирана купола која је замењена са отвореном деветостраном куполом у којој је био смештен четвороцевни противавионски топ Флаквирлинг 38 калибра 20 mm. Иако је затворена купола била пожељнија, није постојала могућност њене уградње зато што је чевороцени против-авионски топ производио велике количине дима. Производња тенка је поверена Остбау Верке у Сагану у Шлезији.
У време када је Вирбелвинд уведен у наоружање, гранате калибра 20 mm нису више биле довољно ефикасне против авиона: због тога је Вирбелвинд убрзо замењен са Оствиндом (Ostwind) који је био наоружан једним против-авионским топом Флак 43, калибра 37 mm.
Слабији оклоп, као и велика брзина паљбе учинили су Вирбелвинд одличним возилом за борбу против непријатељске пешадије.
Претпоставља се да је током Другог светског рата произведено између 87 и 105 Вирбелвинда. Тачан број произведених возила није могуће утврдити због разлика у евиденцији произведених возила у Остбау Верке и броја возила која су се налазила на служби у Вермахту. Иако се тачан број вероватно никада неће сазнати, он је ипак био премали да би ово возило могло значајније да утиче на ток рата.